# Kubok Rossii 2000-2001
La Coppa di Russia 2000-2001 (in russo Кубок России?, Kubok Rossii) è stata la 9ª edizione del principale torneo a eliminazione diretta del calcio russo. Il torneo è iniziato il 29 marzo 2000 ed è terminato il 20 giugno 2001, con la finale giocata allo Stadio Dinamo (Mosca). La Lokomotiv Mosca ha vinto la coppa, la quarta della sua storia, la seconda consecutiva, battendo in finale ai rigori l'Anži.

## Formula
La Coppa si dipanava su 10 turni, tutti disputati in gara unica: in caso di parità al termine dei novanta minuti venivano disputati i tempi supplementari; in caso di ulteriore parità venivano effettuati i tiri di rigore.
I primi quattro turni videro coinvolti esclusivamente squadre di Vtoroj divizion 2000.
Le formazioni di Pervyj divizion 2000 entrarono in scena al quinto turno.
Le sedici squadre della Vysšaja Divizion 2000, invece, entrarono in gioco nel sesto turno (i sedicesimi di finale), giocando tutte fuori casa.

## Primo turno
Le partite furono disputate il 29 marzo 2000.
A questo turno parteciparono solo sei squadre del Girone Sud del Vtoroj divizion 2000.
| Squadra 1                         | Risultato       | Squadra 2         |
| --------------------------------- | --------------- | ----------------- |
| Venets Gul'keviči                 | 4 – 0           | Družba Majkop     |
| Spartak-Kavkaztransgaz Izobil'nyj | 1 – 2 (dts)     | Dinamo Stavropol' |
| Kavkazkabel' Prochladnyj          | 1 – 1 (4-3 dcr) | Mozdok            |

## Secondo turno
Le partite furono disputate tra il 18 aprile e il 2 maggio 2000.
A questo turno presero parte le tre vincitrici del turno precedente a cui si unirono le restanti squadre dei vari gironi della Vtoroj divizion 2000.
| Squadra 1                   | Risultato       | Squadra 2                           |
| --------------------------- | --------------- | ----------------------------------- |
| Vitjaz' Krymsk              | 1 – 0           | Slavyansk Slavyansk-na-Kubani       |
| Torpedo Taganrog            | 1 – 4           | SKA Rostov                          |
| Šachtër Šachty              | 2 – 0           | Elec                                |
| Nart Nartkala               | 2 – 0           | Angušt Nazran'                      |
| Kuban'                      | 3 – 0           | Venets Gul'keviči                   |
| Iriston Vladikavkaz         | 1 – 4           | Avtodor Vladikavkaz                 |
| Dinamo Stavropol'           | 4 – 1           | Kavkazkabel' Prochladnyj            |
| Dinamo Machačkala           | 0 – 1           | Sudostroitel' Astrachan'            |
| Sportakademklub             | 2 – 1           | Spartak Ščëlkovo                    |
| Spartak-Telekom Šuja        | 1 – 2           | Spartak Kostroma                    |
| Spartak Tambov              | 1 – 0           | Lokomotiv Liski                     |
| Spartak Rjazan'             | 0 – 1 (dts)     | Spartak Luchovicy                   |
| Oazis Yartsevo              | 2 – 1           | Ėnergija Velikie Luki               |
| Mosėnergo                   | 1 – 2           | Neftjanik Jaroslavl'                |
| Lotto-MKM Mosca             | 2 – 0           | Spartak-Orechovo                    |
| Kosmos Elektrostal          | 3 – 1 (dts)     | Titan Reutov                        |
| Pskov                       | [ 1 ]           | Dinamo-Strojimpul's San Pietroburgo |
| Chimki                      | 2 – 0           | Voločanin-89                        |
| Fabus Bronnicy              | 2 – 1           | Kolomna                             |
| Dinamo Vologda              | 3 – 0           | Severstal' Čerepovec                |
| Dinamo Brjansk              | 1 – 2 (dts)     | Lokomotiv Kaluga                    |
| Don Novomoskovsk            | 1 – 0           | Arsenal-2 Tula                      |
| Avtomobilist Noginsk        | 0 – 2           | Krasnoznamensk                      |
| Avangard Kursk              | 0 – 1 (dts)     | Orël                                |
| Uralmaš                     | 4 – 0           | Zenit Čeljabinsk                    |
| UralAZ Miass                | 1 – 1 (4-1 dcr) | Metallurg-Metiznik                  |
| Spartak Joškar-Ola          | 1 – 0 (dts)     | Dinamo-Mašinostroitel               |
| Gazovik Orenburg            | 2 – 3           | Sodovik                             |
| Tjumen'                     | 3 – 0           | Kurgan                              |
| Dinamo Perm'                | 2 – 5           | Uralec-TS Nižnij Tagil              |
| Dinamo Iževsk               | 0 – 1           | Ėnergija Čajkovskij                 |
| KAMAZ-Čally                 | 0 – 2           | Neftechimik                         |
| Zvezda Irkutsk              | 4 – 0           | Selenga                             |
| Тorpedo-Viktorija           | 1 – 0           | Diana Volzhsk                       |
| Torpedo Pavlovo             | 2 – 1           | Metallurg Vyksa                     |
| Saljut Saratov              | 1 – 0           | Iskra Ėngel's                       |
| Olimpija Volgograd          | 5 – 1           | Torpedo Volžskij                    |
| Metallurg Novokuzneck       | 3 – 1           | Dinamo Barnaul                      |
| Luč Vladivostok             | 1 – 0           | Okean                               |
| Lada-Energija               | 0 – 1           | Volga Ul'janovsk                    |
| Kuzbass Kemerovo            | 1 – 0           | Chkalovets-Olimpik Novosibirsk      |
| Chimik Dzeržinsk            | 0 – 2           | Ėnergetik Uren'                     |
| Balakovo                    | 2 – 0           | Khoper Balasho                      |
| Dinamo Omsk                 | 0 – 2           | Irtyš Omsk                          |
| Biokhimik-Mordovia Saransk  | 0 – 1           | Svetotechnika Saransk               |
| Amur-Ėnergija Blagoveščensk | 2 – 1           | SKA-Ėnergija                        |

## Terzo turno
Le partite furono disputate tra il 24 e il 29 maggio 2000.
Vi parteciparono le 46 squadre del turno precedente cui si aggiunsero Sibiryak Bratsk e Reformatsiya Abakan.
| Squadra 1                | Risultato       | Squadra 2                   |
| ------------------------ | --------------- | --------------------------- |
| Sibirjak Bratsk          | 0 – 2           | Zvezda Irkutsk              |
| Reformatsiya Abakan      | 1 – 0           | Metallurg Novokuzneck       |
| Luč Vladivostok          | 1 – 0           | Amur-Ėnergija Blagoveščensk |
| Irtyš Omsk               | 1 – 0           | Kuzbass Kemerovo            |
| Vitjaz' Krymsk           | 0 – 1           | Kuban'                      |
| Sudostroitel' Astrachan' | 2 – 0           | Nart Nartkala               |
| Spartak Luchovicy        | 2 – 0           | Fabus Bronnicy              |
| Šachtër Šachty           | 0 – 1           | SKA Rostov                  |
| Oazis Yartsevo           | 2 – 1           | Sportakademklub             |
| Neftjanik Jaroslavl'     | 2 – 0           | Dinamo Vologda              |
| Lokomotiv Kaluga         | 1 – 0           | Don Novomoskovsk            |
| Kosmos Elektrostal       | 2 – 1           | Lotto-MKM Mosca             |
| Pskov                    | 1 – 2           | Chimki                      |
| Orël                     | 5 – 1           | Spartak Tambov              |
| Krasnoznamensk           | 2 – 1           | Spartak Kostroma            |
| Avtodor Vladikavkaz      | 4 – 2           | Dinamo Stavropol'           |
| Volga Ul'janovsk         | 1 – 0           | Svetotechnika Saransk       |
| Uralec-TS Nižnij Tagil   | 1 – 2           | Uralmaš                     |
| Sodovik                  | 0 – 0 (4-1 dcr) | Neftechimik                 |
| Salyut Saratov           | 3 – 2 (dts)     | Olimpija Volgograd          |
| Tjumen'                  | 2 – 0           | UralAZ Miass                |
| Balakovo                 | 1 – 0           | Тorpedo-Viktorija           |
| Ėnergija Čajkovskij      | 2 – 0           | Spartak Joškar-Ola          |
| Ėnergetik Uren'          | 2 – 0           | Torpedo Pavlovo             |

## Quarto turno
Le partite furono disputate tra il 9 e il 26 giugno 2000.
Vi presero parte le 24 squadre promosse dal turno precedente.
| Squadra 1                | Risultato | Squadra 2           |
| ------------------------ | --------- | ------------------- |
| Volga Ul'janovsk         | 2 – 1     | Salyut Saratov      |
| Uralmaš                  | 1 – 0     | Tjumen'             |
| Sodovik                  | 3 – 1     | Ėnergija Čajkovskij |
| Ėnergetik Uren'          | 1 – 0     | Balakovo            |
| Krasnoznamensk           | 2 – 4     | Oazis Yartsevo      |
| Spartak Luchovicy        | 2 – 0     | Kosmos Elektrostal  |
| Neftjanik Jaroslavl'     | 1 – 2     | Chimki              |
| Orël                     | 1 – 0     | Lokomotiv Kaluga    |
| Zvezda Irkutsk           | 1 – 0     | Luč Vladivostok     |
| Irtyš Omsk               | [ 2 ]     | Reformatsiya Abakan |
| Sudostroitel' Astrachan' | 2 – 1     | Avtodor Vladikavkaz |
| Kuban'                   | 4 – 0     | SKA Rostov          |

## Quinto turno
Tutte le partite furono disputate il 16 luglio 2000.
A questo turno presero parte le dodici promosse dal turno precedente e le 20 squadre iscritte alla Pervyj divizion 2000.
| Squadra 1                | Risultato       | Squadra 2             |
| ------------------------ | --------------- | --------------------- |
| Žemčužina-Soči           | 3 – 2           | Spartak Nal'čik       |
| Uralmaš                  | 0 – 1           | Ėnergetik Uren'       |
| Torpedo-ZIL              | 3 – 1           | Kristall Smolensk     |
| Tom' Tomsk               | 2 – 0           | Zvezda Irkutsk        |
| Sudostroitel' Astrachan' | 1 – 3           | Kuban'                |
| Spartak Luchovicy        | 0 – 2           | Šinnik                |
| Sokol Saratov            | 4 – 0           | Volgar'-Gazprom       |
| Oazis Yartsevo           | 4 – 4 (5-3 dcr) | Lokomotiv S.P.        |
| Nosta Novotroick         | 2 – 1           | Rubin                 |
| Gazovik-Gazprom          | 2 – 0           | Sodovik               |
| Orël                     | 0 – 2           | Metallurg Lipeck      |
| Baltika                  | 1 – 2           | Chimki                |
| Arsenal Tula             | 2 – 1           | Spartak‑Čukotka Mosca |
| Amkar Perm'              | 1 – 0           | Metallurg Krasnojarsk |
| Irtyš Omsk               | 2 – 1 (dts)     | Lokomotiv Čita        |
| Volga Ul'janovsk         | 1 – 4           | Lada Togliatti        |

## Sedicesimi di finale
Le partite furono disputate tra il 7 agosto e il 19 ottobre 2000. A questo turno parteciparono le 16 squadre promosse dal turno precedente e le rimanenti 16 squadre militanti nella Vysšaja Divizion 2000; queste ultime giocarono tutte fuori casa.
| Squadra 1        | Risultato       | Squadra 2               |
| ---------------- | --------------- | ----------------------- |
| Kuban'           | 4 – 2           | Černomorec Novorossijsk |
| Nosta Novotroick | 1 – 4           | Spartak Mosca           |
| Ėnergetik Uren'  | 2 – 1 (dts)     | Alanija Vladikavkaz     |
| Arsenal Tula     | 1 – 1 (3-2 dcr) | Uralan                  |
| Torpedo-ZIL      | 2 – 2 (4-5 dcr) | Dinamo Mosca            |
| Tom' Tomsk       | 0 – 1 (dts)     | Lokomotiv Mosca         |
| Sokol Saratov    | 6 – 2           | Lokokomtiv Nižnij Novg. |
| Oazis Yartsevo   | 1 – 2 (dts)     | Anži                    |
| Žemčužina-Soči   | 0 – 1           | Kryl'ja Sovetov Samara  |
| Šinnik           | 1 – 6           | CSKA Mosca              |
| Lada Togliatti   | 1 – 0           | Saturn                  |
| Irtyš Omsk       | 2 – 0           | Rostsel'maš             |
| Gazovik-Gazprom  | 3 – 2           | Rotor                   |
| Amkar Perm'      | 2 – 1           | Fakel Voronež           |
| Chimki           | 1 – 2           | Torpedo Mosca           |
| Metallurg Lipeck | 2 – 1           | Zenit San Pietroburgo   |

## Ottavi di finale
Le partite furono disputate tra il 28 ottobre e il 17 novembre 2000.
| Squadra 1              | Risultato       | Squadra 2        |
| ---------------------- | --------------- | ---------------- |
| Ėnergetik Uren'        | 2 – 2 (1-2 dcr) | Sokol Saratov    |
| CSKA Mosca             | 1 – 3           | Anži             |
| Lokomotiv Mosca        | 5 – 0           | Gazovik-Gazprom  |
| Kryl'ja Sovetov Samara | 3 – 0           | Metallurg Lipeck |
| Torpedo Mosca          | 1 – 1 (5-4 dcr) | Dinamo Mosca     |
| Amkar Perm'            | 1 – 0           | Irtyš Omsk       |
| Kuban'                 | 1 – 1 (4-5 dcr) | Arsenal Tula     |
| Spartak Mosca          | 4 – 1           | Lada Togliatti   |

## Quarti di finale
Le partite furono disputate l'11 aprile 2001.
| Squadra 1              | Risultato       | Squadra 2     |
| ---------------------- | --------------- | ------------- |
| Lokomotiv Mosca        | 0 – 0 (3-1 dcr) | Amkar Perm'   |
| Kryl'ja Sovetov Samara | 3 – 0           | Arsenal Tula  |
| Anži                   | 1 – 0           | Torpedo Mosca |
| Spartak Mosca          | 1 – 3           | Sokol Saratov |

## Semifinali
Le partite furono disputate il 16 maggio 2001.
| Squadra 1     | Risultato | Squadra 2              |
| ------------- | --------- | ---------------------- |
| Sokol Saratov | 0 – 1     | Lokomotiv Mosca        |
| Anži          | 2 – 1     | Kryl'ja Sovetov Samara |

## Finale
| Arbitro: | Valentin Valentinovič Ivanov (Mosca) |

|                                            |                      |                                                 |
| Janashia 90+4’                             | Marcatori            | 90’ Sirchaev                                    |
| Izmajlov Lekgetho Čugajnov Maminov Los'kov | Tiri di rigore 4 – 3 | Ruslan Agalarov Akaev Sirchaev Rahimić Jaskovič |